# Гол

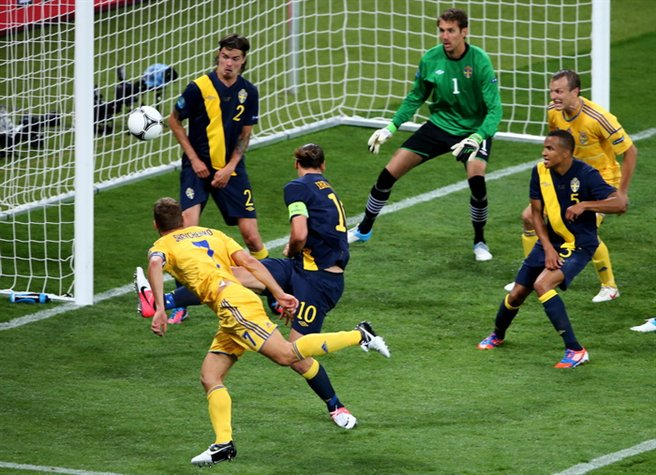
Останній гол Андрія Шевченка у професійній кар'єрі, який він забив у ворота збірної Швеції 11 червня 2012

Гол (англ. goal — мета) — в ігрових видах спорту попадання м'ячем або шайбою у ворота суперника, зараховується як очко (у деяких видах спорту, наприклад в регбі — як кілька очок). Залежно від гри, гол може бути як єдиним, так і одним з декількох можливих способів заробити очки.